# La Múnia (cim)
La Múnia és una muntanya de 3.134 m d'altitud, amb una prominència de 683 m, que es troba al massís de la Múnia, a la carena que separa els circs glacials de Barrosa, a la província d'Osca (Aragó), i el de Troumuse, als Alts Pirineus (França). És el cim culminant del massís.
La primera ascensió la van realitzar Victor Paget i Charles Packe l'any 1864.